# Шмихел (Пивка)
Шмихел (словен. Šmihel) — поселення в общині Пивка, Регіон Нотрансько-Крашка, Словенія. Висота над рівнем моря: 447,9 м.